# Jerarquia de l'Església Catòlica
El terme de jerarquia de l'Església Catòlica es fa servir per referir-se als membres de l'Església Catòlica Romana que desenvolupen la funció de governar en la fe i guiar en les qüestions morals i de vida cristiana als fidels catòlics. Els rangs són Bisbe, Prevere i Diaca. En el sentit eclesiàstic del terme, jerarquia habitualment significa el cos de persones que exerceixen l'autoritat a l'Església. A l'Església Catòlica, l'autoritat descansa inicialment en els bisbes, mentre que els preveres i els diaques serveixen com a ajudants seus, col·laboradors o assistents. Així doncs, jerarquia de l'Església Catòlica també es fa servir per referir-se exclusivament als bisbes.
El 31 de desembre de 2011 l'Església Catòlica estava formada per 2.834 diòcesis, cadascuna d'elles dirigida per un bisbe. Les diòcesis estan dividides en comunitats individuals anomenades parròquies, cadascuna d'elles portada per un o més preveres. Els preveres poden estar assistits pels diaques. Tots els clergues, incloent-hi diaques, preveres i bisbes, poden predicar, ensenyar, batejar, presidir casaments i conduir litúrgies de funeral. Només els preveres i els bisbes poden celebrar els sagraments de l'Eucaristia (tot i que els diaques poden ser ministres de la Sagrada Comunió), de la Reconciliació, de la Confirmació (els preveres poden administrar aquest sagrament només si prèviament tenen l'aprovació eclesiàstica) i d'Unció dels malalts. Només els bisbes poden administrar el sagrament de l'Ordenació sacerdotal, que ordena algú al clergat.

## Bisbe
Els bisbes, que posseeixen la plenitud del sacerdoci, són com a cos (el Col·legi Episcopal) considerats com els successors dels Apòstols i estan «constituïts Pastors a l'Església, per ser mestres de doctrina, sacerdots del ministeri sagrat i ministres de govern» i per «representar l'Església». El papa és un bisbe (el Bisbe de Roma), i tradicionalment fa servir el títol "Germà Venerable" quan escriu a un altre bisbe.

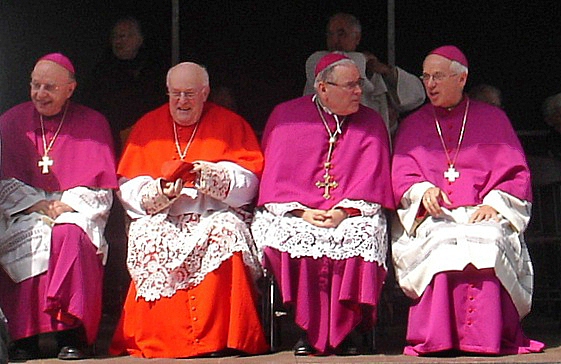
Un cardenal i bisbes

El paper habitual d'un bisbe és donar govern pastoral a una diòcesi. Els bisbes que realitzen aquesta funció són coneguts com a ordinaris diocesans, car compleixen el que el Codi de Dret Canònic anomena "autoritat ordinària" (és a dir, no delegada) sobre una diòcesi. Aquests bisbes poden ser coneguts com a jerarques a les Esglésies Catòliques Orientals. Es poden nomenar altres bisbes per assistir als ordinaris (com a bisbes auxiliars o bisbes coadjutors) o per realitzar alguna altra funció en un camp de servei a l'Església més ample, com a nomenaments com a Nuncis Apostòlics o com a funcionaris de la Cúria Pontifícia.
Els bisbes d'un país o regió poden formar una conferència episcopal i trobar-se periòdicament per discutir els problemes. Les decisions en certs camps, principalment en temes de litúrgia, recauen en una competència exclusiva en aquestes conferències. Les seves decisions són vinculants sobre els bisbes individuals només si són acordades per un mínim de dues terceres parts dels membres i són confirmades per la Santa Seu.
Els bisbes són habitualment ordenats a l'episcopat per un mínim de 3 altres bisbes, tot i que perquè sigui vàlid amb un n'hi ha prou i cal un mandat de la Santa Seu. L'ordenació a l'episcopat es considera l'acompliment del sagrament dels Ordes Sagrats; fins i tot quan un bisbe es retira del seu servei actiu, segueix sent un bisbe, car l'efecte ontològic de l'Orde Sagrat és permanent. Per un altre costat, títols com el d'arquebisbe o patriarca no impliquen cap alteració ontològica, car els bisbes existents que són elevats a aquests càrrecs no requereixen cap ordenació.
Entre els bisbes es distingeixen diversos rangs: el Papa, com a successor de Sant Pere, és el cap de l'Església Catòlica Universal i de l'Església Llatina. Algunes de les Esglésies Catòliques Orientals estan encapçalades per un Patriarca, un Arquebisbe Major o un Metropolità. A l'Església Llatina, a més, les diòcesis estan normalment agrupades formant províncies eclesiàstiques, en les que el bisbe d'una seu particular té el títol d'Arquebisbe Metropolità, amb una certa autoritat limitada sobre les altres diòcesis, que són conegudes com a seus sufragànies.

### El Papa

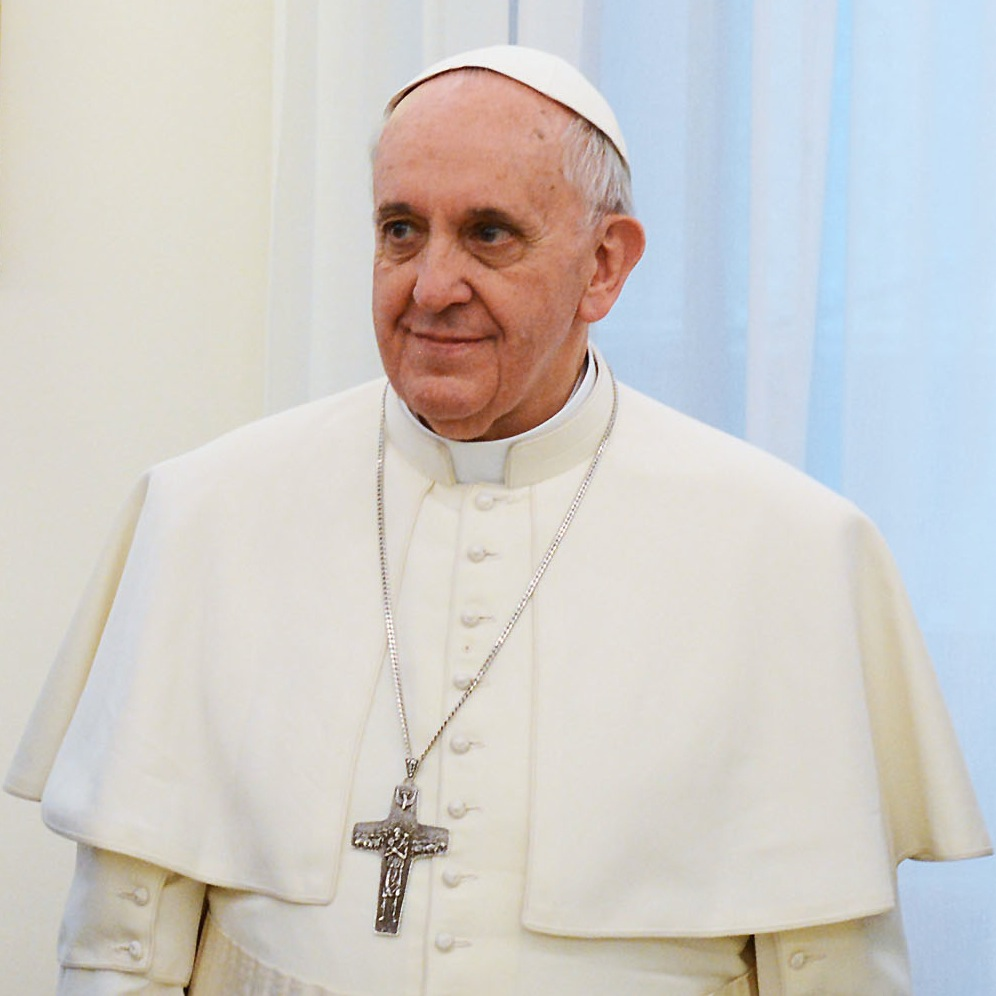
El Papa Francesc, anterior cap de l'Església Catòlica.

El que més distingeix l'Església Catòlica dels altres grups cristians és el lligam entre els seus membres i el Papa. El Catecisme de l'Església Catòlica, citant el document del Concili Vaticà Segon, senyala que «El Papa, bisbe de Roma i successor de Sant Pere, "és el principi perpetu i el fonament cvisible de la unitat, tant dels bisbes com de la multitud dels fidels."»
El Papa és citat com el Vicari de Crist i el Suprem Pontífex de l'Església Universal. A vegades també pot fer servir títols menys formals com ara "Servent dels Servents de Déu". Aplicar-li el terme "absolut", però, podria fer una falsa impressió: no és lliure de publicar decrets. En canvi, aquesta càrrega el "lliga", per una obligació d'estricta fidelitat a l'ensenyament transmès i desenvolupat durant els segles per l'Església, encara més que a la resta de bisbes, tot i que és l'àrbitre final del que constitueix la fidelitat a aquests ensenyaments.
Segons la teologia catòlica, el bisbe que és el successor de Sant Pere a la seu episcopal de Roma és vist com el cap del Col·legi de Bisbes, igual que Sant Pere era el cap dels Apòstols, i la comunió amb ell és considerada essencial per a l'existència del col·legi de bisbes. Té autoritat directa sobre tota l'Església.
El títol de "Papa", derivada d'un mot grec que significa "Pare" és el títol més habitual pel Bisbe de Roma i, per a la seva signatura oficial es fa servir l'abreviatura llatina tradicional "PP", com per exemple "Benedictus PP XVI". El títol honorífic que precedeix el nom és "Sa Santedat".
La primacia Papal, que es refereix també a l'autoritat petrina o funció, inclou la Infal·libilitat papal, però només «quan, en exercici del seu càrrec om a pastor i mestre de tots els cristians, en virtut de la seva suprema autoritat apostòlica, defineix una doctrina relativa a la fe o la moral per ser complida per tota l'Església.
El Catecisme de l'Església Catòlica diu que «el Romà Pontífex, cap del col·legi episcopal, sempre que proclama com a definitiva una doctrina de fe o de moral, en qualitat de pastor i mestre suprem de tots els cristians, els seus germans, els quals ha de confirmar en la seva fe (...). La infal·libilitat promesa a l'Església resideix també en el Cos episcopal, quan exerceix el suprem Magisteri juntament amb el successor de Pere, sobretot en el Concili ecumènic. Aquestes són les dues maneres mitjançant les quals els pastors de l'Església exerceixen el carisma de la infal·libilitat en mateia de fe i costums, i també s'ordena a vetllar perquè el poble de Déu es mantingui en la veritat que allibera»
El Papa resideix a la Ciutat del Vaticà, un estat independent situat a Roma, establert el 1929 mitjançant els Pactes del Laterà entre la Santa Seu i Itàlia. Els ambaixadors estan acreditats no a l'estat de la Ciutat del Vaticà, sinó a la Santa Seu, que era un subjecte al dret internacional abans de la institució de l'estat. El cos de funcionaris que assisteixen el Papa en el govern de l'Església com a conjunt és conegut com a Cúria romana. El terme "Santa Seu" és emprat només pel Papa i la Cúria, car el codi de Dret Canònic, que s'ocupa del govern de l'Església Llatina com a conjunt i no com a afers interns de la seu de Roma, necessàriament fa servir el terme en el seu sentit tècnic.
Les normes vigents relatives a l'elecció d'un papa es troben a la constitució apostòlica Universi Dominici Gregis. Tracta dels poders, durant el període entre la mort d'un papa i l'anunci de l'elecció del seu successor, dels cardenals i dels departaments de la cúria romana; amb les disposicions del funeral del papa difunt; i del lloc, moment i manera de votació de les trobades dels cardenals electors, trobada coneguda com a conclave.
El Papa té l'opció de dimitir. Els casos més coneguts són els de Celestí V el 1294, Gregori XII el 1415 i Benet XVI el 2013.

### Patriarques
Els caps d'algunes Esglésies particulars autònomes (en llatí sui iuris), consistents en diverses esglésies locals (diòcesis) tenen el títol de Patriarca. El Papa era també anomenat "Patriarca d'Occident", un títol actualment en desús, per indicar la seva relació amb l'Església Llatina. Els patriarques orientals són elegits per un sínode de bisbes de les seves esglésies particulars.
Els Patriarques que encapçalen Esglésies particulars autònomes són:
- El Patriarca Maronita d'Antioquia (Església Maronita)[36]
- El Patriarca Catòlic Copte d'Alexandria (Església Catòlica Copta)[37]
- El Patriarca de l'Església Catòlica Siríaca (Església Catòlica Siríaca)[38]
- El Patriarca Melquita d'Antioquia, Alexandria i Jerusalem (Església Catòlica Melquita)[39]
- El Patriarca de Babilònia Catòlic Caldeu (Església Catòlica Caldea)[40]
- El Patriarca Catòlic Armeni de Cilícia (Església Catòlica Armènia)[41]

Aquests patriarques tenen autoritat no només sobre els bisbes de la seva Església particular, inclosos els metropolitants, sinó que també directament sobre tots els fidels. Els patriarques catòlics orientals tenen precedència sobre tots els altres bisbes, amb les excepcions senyalades pel Papa. El títol honorífic que precedeix els seus noms és "Sa Beatitud".
A més hi ha diversos patriarques més a l'Església de Ritu Llatí. Tots aquests càrrecs són merament honorífics, i els patriarques no són el cap d'una Església autònoma particular. El Patriarca de les Índies Orientals és l'arquebisbe de Goa, mentre que la resta de patriarques són els arquebisbes de les ciutats nomenades. El títol de Patriarca de les Índies Occidentals va ser atorgat en el passat a alguns bisbes espanyols, no sempre de la mateixa seu, però ja no es concedeix.
| Tipus                              | Ritus    | Patriarcat         | Patriarca                            |
| ---------------------------------- | -------- | ------------------ | ------------------------------------ |
| Patriarca d'Occident               | Llatí    | Roma               | abandonat al 2006                    |
| Altres patriarques de ritu llatí   | Llatí    | Aquilea            | suprimit al 1751                     |
| Altres patriarques de ritu llatí   | Llatí    | Grado              | traspassat a Venècia al 1451         |
| Altres patriarques de ritu llatí   | Llatí    | Jerusalem          | Patriarca Fouad Twal                 |
| Altres patriarques de ritu llatí   | Llatí    | Lisboa             | Cardenal Manuel Clemente             |
| Altres patriarques de ritu llatí   | Llatí    | Venècia            | Patriarca Francesco Moraglia         |
| Patriarques titulars de ritu llatí | Llatí    | Alexandria         | suprimit al 1964                     |
| Patriarques titulars de ritu llatí | Llatí    | Antioquia          | suprimit al 1964                     |
| Patriarques titulars de ritu llatí | Llatí    | Constantinoble     | suprimit al 1964                     |
| Patriarques titulars de ritu llatí | Llatí    | Índies Orientals   | Patriarca Filipe Neri Ferrão         |
| Patriarques titulars de ritu llatí | Llatí    | Índies Occidentals | vacant des de 1963                   |
| Patriarcats de ritus orientals     | Copte    | Alexandria         | Patriarca Ibrahim Isaac Sidrak       |
| Patriarcats de ritus orientals     | Melquita | Antioquia          | Patriarca Gregori III Laham          |
| Patriarcats de ritus orientals     | Maronita | Antioquia          | Patriarca Bechara Boutros al-Rahi    |
| Patriarcats de ritus orientals     | Siriac   | Antioquia          | Patriarca Ignatius Joseph III Younan |
| Patriarcats de ritus orientals     | Armeni   | Cilícia            | Patriarca Nerses Bedros XIX Tarmouni |
| Patriarcats de ritus orientals     | Caldeu   | Babilònia          | Patriarca Louis Raphaël I Sako       |

### Arquebisbes majors

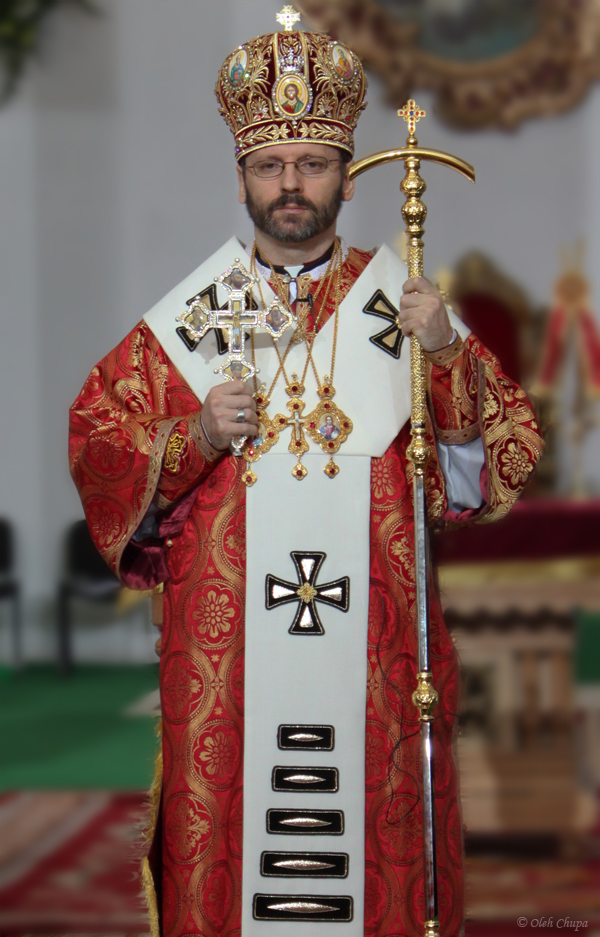
Sviatoslav Shevchuk, arquebisbe major de Kíev-Galitzia

Altres Esglésies autònomes particulars estan encapçalades per un arquebisbe major. L'Església Catòlica Siro-Malankara fa servir el títol de catolicós per al seu arquebisbe major. Amb algunes excepcions, l'autoritat d'un arquebisbe major a la seva Església sui iuris és equivalent a la d'un patriarca a la seva Església. Aquest càrrec, de prestigi menor, va establir-se el 1963 per aquelles Esglésies Catòliques Orientals que s'havien desenvolupat en mida i havien assolit una estabilitat per a autogovernar-se si les condicions històriques, ecumèniques o polítiques no els permetien ser elevades a patriarcat.
Actualment existeixen quatre arquebisbes majors:
| Arquebisbat major    | País    | Ritus           | Arquebisbe                           |
| -------------------- | ------- | --------------- | ------------------------------------ |
| Ernakulam-Angamaly   | Índia   | Siro-Malabar    | Cardenal George Alencherry           |
| Făgăraş i Alba Iulia | Romania | Romanesa        | Cardenal Lucian Mureșan              |
| Kíev–Galitzia        | Ucraïna | Ucraïnesa       | Arquebisbe Major Sviatoslav Shevchuk |
| Trivandrum           | Índia   | Siro -Malankara | Cardenal Baselios Cleemis            |

### Cardenals

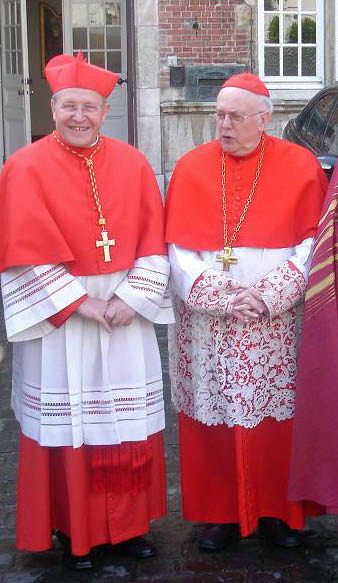
Cardenals amb els seus vestits corals.

Els Cardenals són prínceps de l'Església nomenats pel Papa. Generalment escull bisbes que encapçalen departaments de la Cúria Romana o que encapçalen seus episcopals importants d'arréu del món. Conjuntament, els cardenals formen el Col·legi de Cardenals que aconsella al Papa; i aquells cardenals menors de 80 anys en el moment de traspàs o dimissió d'un Papa elegeixen el seu successor. El seu escut heràldic està simbolitzat pel capell vermell i les borles.
No tots els cardenals són bisbes. Domenico Bartolucci, Karl Josef Becker, Roberto Tucci i Albert Vanhoye són exemples de cardenals que no són bisbes al segle xxi. El Codi de Dret Canònic de 1917 introduí el requisit que un cardenal havia de ser com a mínim prevere. Prèviament només calia que tingués els ordes menors, i ni tan sols el diaconat. Teodolfo Mertel, que va morir el 1899, va ser el darrer cardenal no prevere. El 1962, el Papa Joan XXIII va regular que qui fos nomenat cardenal havia de ser consagrat bisbe si no ho era encara, tot i que es podia demanar dispensa per aquest requisit.
El Codi de Dret Canònic de 1917, continuant amb la tradició observada, per exemple, al Concili Vaticà I, establí que els cardenals tenien precedència sobre tots els altres prelats, inclosos els patriarques. El Codi de Dret Canònic de 1983 no tractà sobre les qüestions de precedència.
El cardenalat no és una part integral de l'estructura teològica de l'Església Catòlica, sinó que és una distinció honorífica que té els seus orígens en l'assignació el 1059 del dret d'escollir el Papa exclusivament entre el principal clergat de Roma i els bisbes de les 7 diòcesis suburbicàries. A causa de la seva importància capdal, se'ls batejà amb el terme "cardenal" (del llatí cardo, que significa "frontissa"). Durant el segle xii començà la pràctica de nomenar cardenals als eclesiàstics de fora de Roma. Actualment encara cadascun dels cardenals és assignat a una església de Roma com la seva "església titular" o està enllaçat amb una de les diòcesis suburbicàries. D'aquestes seus, el Degà ocupa la d'Òstia, mantenint la precedència sobre les altres sis seus. Tradicionalment només sis cardenals ocupaven el rang de Cardenal Bisbe, però quan els patriarques orientals van ser fets cardenals, també van ser elevats al rang de Cardenal Bisbe, sense ser assignats a cap seu suburbicària. La resta de cardenals tenen els rangs de Cardenal Prevere o de Cardenal Diaca, els primers són normalment assignats a bisbes titulars d'alguna diòcesi, i els altres a funcionaris de la Cúria o a preveres elevats al cardenalat.

### Primats
El títol del ritu llatí de Primat en alguns països és atorgat al bisbe d'una seu en particular (normalment metropolitana). Abans tenia autoritat sobre totes les altres seus del país o de la regió, però actualment només dona una "prerrogativa d'honor" tot i que sense poder de govern a no ser de manera excepcional en certes qüestions mitjançant un privilegi atorgat per la Santa Seu o per un costum aprovat. El títol és habitualment assignat a l'ordinari de la primera diòcesi o de l'arquebisbat més antic del país. Per exemple, a Polònia, el primat era l'arquebisbe de l'arxidiòcesi més antiga del país (Gniezno), fundada l'any 1000), i només la diòcesi més antiga (Posen, fundada l'any 968).
El càrrec equivalent a l'Església Ortodoxa és la d'un Exarca amb autoritat sobre altres bisbes però sense ser un patriarca. A les Esglésies Catòliques Orientals, els exarques, ja siguin apostòlics o patriarcals, no tenen autoritat sobre els altres bisbes.

### Metropolitans

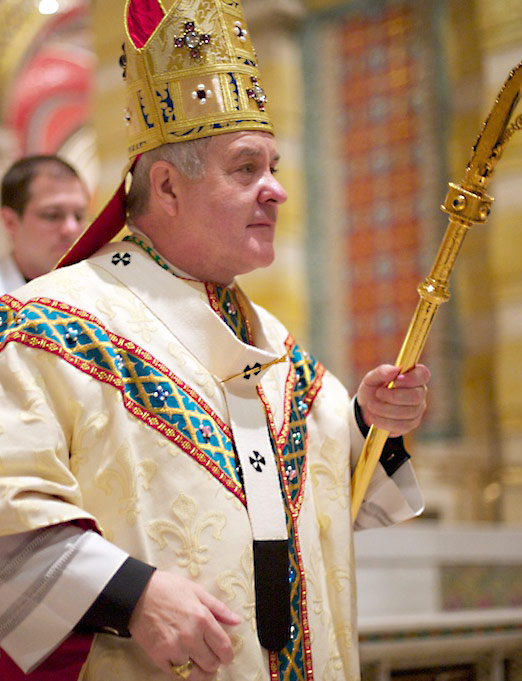
L'arquebisbe Robert Carlson, Arquebisbe Metropolità de Sant Louis.

Un bisbe metropolità de ritu llatí és el bisbe de la seu principal (la "metropolitana") d'una província eclesiàstica, composta per diverses diòcesis. El metropolità rep el pal·li del Papa com a símbol del seu càrrec.
El bisbe metropolità té una autoritat limitada a la supervisió sobre les diòcesis sufragànies de la seva província, incloent-hi assegurar-se que la disciplina eclesiàstica i les qüestions de fe siguin observades pròpiament. També té poder per nomenar un administrador diocesà per a una seu sufragània vacant si el consell de consultors diocesans no aconsegueix nomenar-ne un. El seu tribunal diocesà a més serveix com a tribunal d'apel·lació eclesiàstic i el metropolità té l'opció de jutjar personalment aquestes apel·lacions.
Els metropolitans de ritu oriental en un patriarcat o en una església arxiepiscopal major té un nivell d'autoritat semblant al dels metropolitans de ritu llatí, subjectes a les lleis i costums específiques de la seva església sui iuris. Els metropolitans de ritu oriental que encapçalen una església sui iuris metropolitana tenen una autoritat molt major a la seva església, tot i que menor que la d'un arquebisbe major o la d'un patriarca.
Tots els metropolitans tenen el títol d'Arquebisbe, i la seu metropolitana és anomenada arquebisbat o arxiparxia, un títol que, a més dels 525 arquebisbes metropolitans, 76 seus més l'ostenten.

### Arquebisbes
El títol d'arquebisbe és ostentat no només pels bisbes que ocupen seus metropolitanes, sinó que també per aquells que ocupen arxidiòcesis que no són seus metropolitanes (la majoria d'elles estan a Europa i al Llevant. A més, és ostentat per alguns bisbes, als quals se'ls anomena "Arquebisbe Titular", que han rebut una arxidiòcesi que ja no existeix com a seu titular (molts d'aquest serveixen en càrrecs administratius o diplomàtics com, per exemple, com a Nunci papal o secretari d'una congregació curial. El bisbe d'una seu no arquebisbal també pot rebre el títol personal d'arquebisbe sense que s'elevi la seva seu, coneixent-se'l com a arquebisbe ad personam, tot i que aquesta pràctica s'ha reduït molt des del Concili Vaticà II (tradicionalment, el bisbe d'Urgell és elevat al rang d'arquebisbe, a causa de la seva singularitat com a co-príncep d'Andorra.)

### Bisbes diocesans
El bisbe o eparca d'una seu, encara que no tingui cap títol com ara arquebisbe, metropolità, arquebisbe major, patriarca o Papa, és el centre de la unitat de la seva diòcesi o eparquia i, com a membre del Col·legi episcopal, comparteix la responsabilitat del govern de tota l'Església. Com que cada església local particular és una part del cos de l'Església, no com una subdivisió administrativa, el bisbe no és un delegat del Papa, sinó que ha d'exercir el magisteri, governar i santificar responsablement la seu per a la qual ha estat ordenat bisbe.
A cada diòcesi, fins i tot si l'Eucaristia és celebrada per un altre bisbe, la necessària comunió amb el bisbe local se senyala en mencionar el seu nom. A les eparquies de ritu oriental també es menciona el nom del patriarca, de l'arquebisbe major o metropolità, car aquests també tenen responsabilitat directa sobre totes les eparquies de l'església particular en qüestió. Pel mateix motiu, a totes les celebracions catòliques de l'Eucaristia es menciona al Papa pel seu nom.

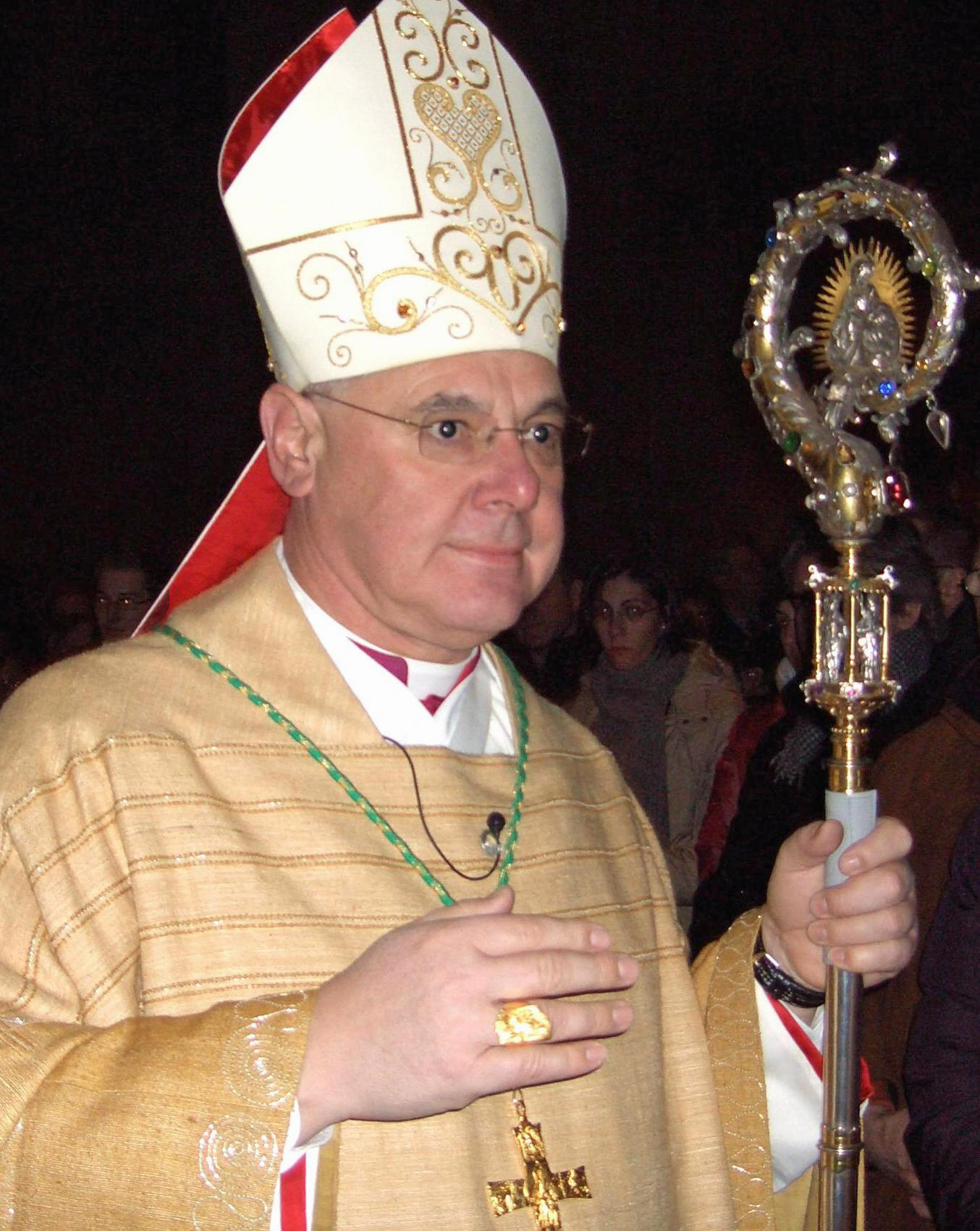
Un bisbe amb els induments pontificals i el bàcul pastoral.

L'ordenació a l'episcopat és la plenitud del sacerdoci i del sagrament dels Ordes Sagrats. Els bisbes són considerats com els successors dels apòstols.

#### Equivalents legals als bisbes diocesans
El Canon 368 del Codi de Dret Canònic senyala 5 àrees jurisdiccionals de ritu llatí que es consideren equivalents a una diòcesi. Estan encapçalades per:
- Un Prelat Territorial, antigament anomenat Prelat nullius dioceseos (o de no diòcesi), a càrrec d'una zona geogràfica que encara no ha estat elevada al rang de diòcesi.
- Un Abat territorial, a càrrec d'una zona en la qual el seu territori de missió pot ser molt vast, associat a una abadia.
- Un Vicari apostòlic, normalment un bisbe d'una seu titular, a càrrec d'una vicaria apostòlica, normalment en un país de missió, encara no preparat per ser fet diòcesi.
- Un Prefecte apostòlic (normalment no és un bisbe), a càrrec d'una prefectura apostòlica, no encara a punt per ser fet una vicaria apostòlica.
- Un Administrador Permanent Apostòlic, a càrrec d'una àrea geogràfica que, per seriosos motius, no pot ser feta una diòcesi.

A tots aquests se'ls pot afegir:
- Un Exarca Apostòlic (normalment bisbe d'una seu titular), a càrrec d'un exarcat apostòlic, no encara preparat per ser fet una eparquia, pels fidels d'una Església Catòlica Oriental en una zona situada fora del territori d'aquesta Església Oriental.
- Un Exarca Patriarcal, un bisbe a càrrec d'un exarcat patriarcal, no encara preparat per ser fet una eparquia, pels fidels d'una Església Catòlica Oriental en una zona situada dins del territori d'aquesta Església Oriental.[65]
- Un Ordinariat militar
- Un Prelat personal, a càrrec d'un grup de persones sense límits geogràfics (actualment l'única prelatura personal existent és la de l'Opus Dei.
- Un Administrador apostòlic d'una Administració Apostòlica Personal (només existeix l'Administració Apostòlica Personal de Sant Joan Maria Vianney.
- Un Ordinari d'un Ordinariat personal pels antics anglicans[66]
- Un Superior d'una missió autònoma

Una posició semblant és la d'Administrador diocesà (antigament anomenat Vicari Capitular), elegit per governar una diòcesi durant una vacant. A part de certes limitacions de naturalesa i legals, té les mateixes obligacions i poders que un bisbe diocesà. Ocasionalment, la Santa Seu pot nomenar un administrador apostòlic per dirigir una diòcesi vacant, o fins i tot una diòcesi el bisbe de la qual està incapacitat o impedit.

### Altres bisbes
Un bisbe diocesà pot tenir bisbes que l'ajudin en el seu ministeri. El bisbe coadjutor d'una seu té el dret de successió en morir o dimitir el bisbe diocesà i, si la seu és un arquebisbat, passa a tenir el rang d'arquebisbe. De maneta semblant, un bisbe diocesà retirat manté el lligam amb la seu per a la qual va ser nomenat, i és conegut com a Bisbe (o Arquebisbe) Emèrit d'aquella seu. Per un altre costat, un bisbe auxiliar, que també pot tenir càrrecs com el de vicari general o vicari episcopal, és nomenat bisbe d'una seu titular, una seu que en el transcurs de la història ha deixat d'existir com una unitat jurisdiccional actual.
Les seus titulars (que poden ser episcopals o arxiepiscopals) assignades a aquests bisbes antigament eren conegudes com a seus in partibus infidelium, car estaven situades en zones que la cristiandat havia perdut de resultes de les conquestes musulmanes. Actualment seus antigues fins i tot de països cristians són assignades com a seus titulars. Aquestes seus són assignades a bisbes que serveixen a la Cúria romana, com a Nuncis Apostòlics o com a equivalents dels bisbes diocesans, com a Vicaris Apostòlics i Exarques Apostòlics.
El terme "bisbe titular" és sovint emprat per aquests bisbes, tot i que, estrictament parlant, no és acurat, car són bisbes, encara que no serveixen a la seu per a la qual han estat nomenats i no és que tinguin simplement el títol honorífic de bisbe. Són membres del Col·legi de Bisbes més que no pas bisbes diocesans.

## Ordinaris i ordinaris locals
Els ordinaris locals estan situats fora de l'exercici ordinari del poder executiu a esglésies particulars o en comunitats equivalents.
- El Pontífex Màxim (el Papa) és un ordinari local per a tota l'Església Catòlica[69][70]
- A les Esglésies Catòliques Orientals, els Patriarques, els arquebisbes majors i els bisbes metropolitans tenen poder ordinari de govern per a tot el territori de les seves esglésies autònomes particulars.[71]
- Els bisbes diocesans / eparques
- Altres prelats que encapçalen, encara que sigui només temporalment, una església particular o una comunitat equivalent
- Els Vicaris generals i els Protosincels
- Els Vicaris episcopals i els sincells

Els superiors dels Ordes (inclosos els abats) i de les Societats de vida apostòlica són ordinaris dels seus membres respectius, però no són ordinaris locals.

## Prevere

### En general

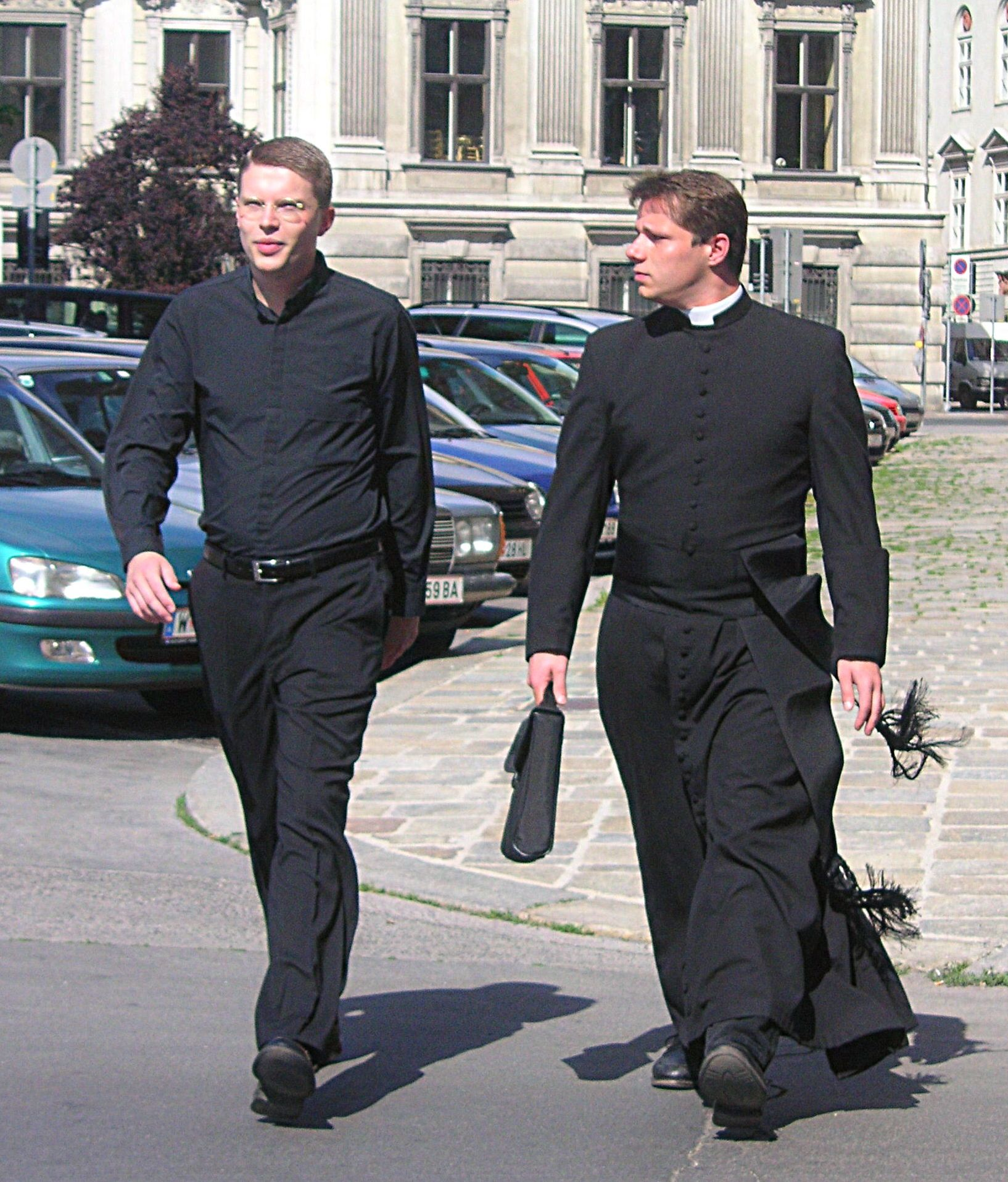
Prevere vestit amb la sotana

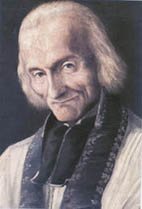
Sant Joan Maria Vianney, el capellà d'Ars, patró de tots els rectors de parròquia del món.

Els bisbes són assistits pels preveres i pels diaques. Els preveres i diaques estan incardinats a una diòcesi o a un orde religiós. Les parròquies. Ja siguin sobre una base territorial o personal, normalment estan a càrrec d'un prevere, normalment citat com el "rector de la parròquia" o el "capellà de la parròquia".
En el ritu llatí o en una església particular, només els homes celibataris poden ser ordenats preveres; mentre que en el ritu oriental, els homes casats també poden ser ordenats preveres. Entre les esglésies particulars orientals, l'Església Catòlica Etíop ordena només clergues celibataris, al mateix temps té sacerdots casats que havien estat ordenats a l'Església Ortodoxa, mentre que les altres Esglésies orientals catòliques, que ordenen homes casats, no tenen sacerdots casats en alguns països. El ritu llatí en alguna ocasió, tot i que molt excepcional, ordena homes casats, normalment clergues protestants que es converteixen al catolicisme. Tots els ritus de l'Església Catòlica mantenen l'antiga tradició que, un cop ordenat, el matrimoni no està permès. Fins i tot un capellà casat que quedes vidu no pot tornar-se a casar.
L'Església Catòlica i les antigues esglésies cristianes veuen l'ordenació com a prevere com un sagrament, dedicant la persona ordenada a una relació permanent de servei i, com el Baptisme i la Confirmació, té un efecte ontològic sobre la persona. Aquest és el motiu pel qual una persona només pot ser ordenada un cop als tres ordes. L'Església Catòlica també considera que l'ordenació només pot ser conferida als homes.

### Preveres al servei fora de la seva diòcesi
Encara que els preveres estan encardinats a una diòcesi o a un orde, poden obtenir el permís del seu ordinari diocesà o del seu superior religiós per servir fora de la jurisdicció normal de la diòcesi o orde. Aquestes assignacions poden ser temporals o permanents.
Les assignacions temporals poden incloure estudiar per a un grau avançat a la Universitat Pontifícia de Roma. També poden incloure estades breus a una facultat o seminari localitzat fora del territori de la diòcesi.
Les assignacions de llarga durada inclouen servir l'església universal des d'un dicasteri o tribunal de la Cúria romana o al cos diplomàtic de la Santa Seu. Poden ser també nomenats rectors o professors a una facultat, seminari o universitat catòlica. Els preveres també poden servir dins del cos de funcionariat de la seva conferència episcopal, com a capella castrense a un ordinariat militar, o com a missioners.

### Càrrecs a escala diocesana
El bisbe diocesà nomena un vicari general perquè l'assisteixi en el govern de la diòcesi. Habitualment només se'n nomena un; tot i que, de manera particular, les grans diòcesis en poden tenir més. El vicari general o un d'ell és normalment nomenat moderador de la cúria, who que coordina els càrrecs i ministeris administratius diocesans. Un bisbe diocesà pot nomenar també un o més vicaris episcopals per a la diòcesi. Tenen el mateix poder ordinari com a vicari general, però queda limitat a una divisió específica de la diòcesi, a un tipus específic d'activitat, als fidels o a un ritu particular, o a un grup en particular. Els vicaris generals i els vicaris episcopals han de ser preveres o bisbes. A les Esglésies Catòliques Orientals poden ser anomenats Protosincelli i Sincelli.
Els bisbes diocesans han de nomenar un vicari judicial en qui el bisbe delega el poder ordinari per jutjar casos. A l'església llatina, el vicari judicial també pot ser anomenat officialis. Qui ostenti aquest càrrec ha de ser prevere, ha de tenir un doctorat en Dret Canònic (o com a mínim una llicenciatura), ha de tenir un mínim de 30 anys, i, tret que la diòcesi sigui molt petita o que els pocs casos suggereixin una altra cosa, no ha de ser el vicari general. Com que una de les tasques del vicari judicial és presidir els tribunals judicials, diverses diòcesis poden tenir vicaris col·legials adjunts que poden presidir sobre tribunals col·legiats en lloc del vicari judicial, i han de tenir les mateixes qualificacions.
El bisbe diocesà nomena un canceller, potser un vicecanceller, i notaris per a la cancelleria diocesana. Aquests funcionaris mantenen els arxius i els registres de la diòcesi. També poden servir com a secretaris de la cúria diocesana. El bisbe també nomena un responsable financer i un consell financer per supervisar el pressupost, els béns temporals, els ingressos i despeses de la diòcesi.
El bisbe diocesà també pot nomenar preveres pel capítol de la seva catedral o d'una església col·legiada (anomenada així pel seu capítol). Aquests preveres reben el títol de canonges. També nomena entre sis i dotze preveres del consell presbiteral per servir com a col·legi de consultor. Tenen la responsabilitat d'elegir l'administrador diocesà en cas que la seu quedi vacant.
El bisbe pot nomenar preveres o fidels pels diversos cossos consellers. Entre aquests hi ha el consell presbiteral, el sínode diocesà i el consell pastoral.

### Arxiprestes o vicaris forans
L'arxipreste, també anomenats "vicaris forans" o "degans", és un sacerdot posat al capdavant d'un arxiprestat; un grup de parròquies de la diòcesi. A diferència del vicari episcopal, l'arxiprest actua coma ajuda pels preveres de parròquia i d'altres preveres, més que no pas com una autoritat intermèdia entre ells i el bisbe diocesà.

### Rectors
El prevere de parròquia o rector és el pastor propi de la parròquia que se li confia, i exerceix la cura pastoral de la comunitat que li ha estat encomanada sota l'autoritat del bisbe diocesà al ministeri de Crist ha estat cridat a participar, perquè en aquesta mateixa comunitat compleixi les funcions d'ensenyar, santificar i regir, amb la cooperació també d'altres preveres i diaques, i amb l'ajut dels fidels laics, d'acord amb la norma del dret.
A causa de la mancança de preveres disponibles, en rares ocasions l'administració d'una parròquia pot ser confiada per un període, a un prevere que no és rector, a un diaca permanent, a un religiós o fins i tot a un laic. Això és principalment per a qüestions administratives, tot i que els preveres o diaques poden administrar els sagraments per als quals se'ls han concedit facultats.

### Vicaris parroquials
Quan sigui necessari o oportú pel bon desenvolupament de la cura pastoral d'una parròquia, a més del rector, poden haver-hi un o diversos vicaris parroquials que, com a cooperadors dels rectors i partícips de la seva sol·licitud, units al rector per una mateixa voluntat, treballin sota la seva autoritat en el ministeri pastoral.

### Títols honorífics
El títol honorífic de "Monsenyor" pot ser atorgat pel Papa a un prevere diocesà (no pas a un membre d'un institut religiós) a petició del seu bisbe. El prevere així honorat és considerat com a membre de la Casa Pontifícia. El títol té una d'aquestes tres categories:
Capellà de Sa Santedat (anomenat Canceller Papal fins a la reforma de 1969), el nivell inferior, es distingeix pels botons i el rivet morats sobre la sotana negra, amb el faixí morat.
Prelat Honorífic (fins al 1969 anomenat "Prelat Domèstic"), el nivell mitjà, distingit pels botons i el rivet vermell sobre la sotana, amb un faixí morat, i per un vestit coral amb sotana morada.
Protonotari Apostòlic, el nivell superior, amb el mateix vestuari que el Prelat Honorífic, excepte que també pot portar la capa de seda morada coneguda com a ferraiuolo.
Sota la legislació de Pius X, els vicaris generals i els vicaris capitulars (els darrers actualment són coneguts com a administradors diocesans) són Protonotaris titulars durante munere, és a dir, pel temps que duri el seu càrrec i, per tant, tenen dret a rebre el títol de Monsenyor, com s'indica també en situar el títol abreujat "Mons." abans del nom de cada membre del clergat secular diocesà citat com a vicari general a l'Annuario Pontificio.
Algunes de les Esglésies Catòliques Orientals de tradició siríaca usen el títol de Corobisbe, en certa manera equivalent al títol occidental de Monsenyor. Altres esglésies orientals fan servir el títol honorífic d'Arximandrita a preveres solters com a senyal de respecte o gratitud pels seus serveis. Els preveres casats poden ser honorats amb el títol d'arxipreste, que permet que el prevere llueixi una mitra.
El títol d'Arxiprest a vegades és atorgat a càrrecs no realitzats per preveres, sinó per bisbes o cardenals. De la mateixa manera, el títol d'Ardiaca a vegades és atorgat a preveres.

## Diaca

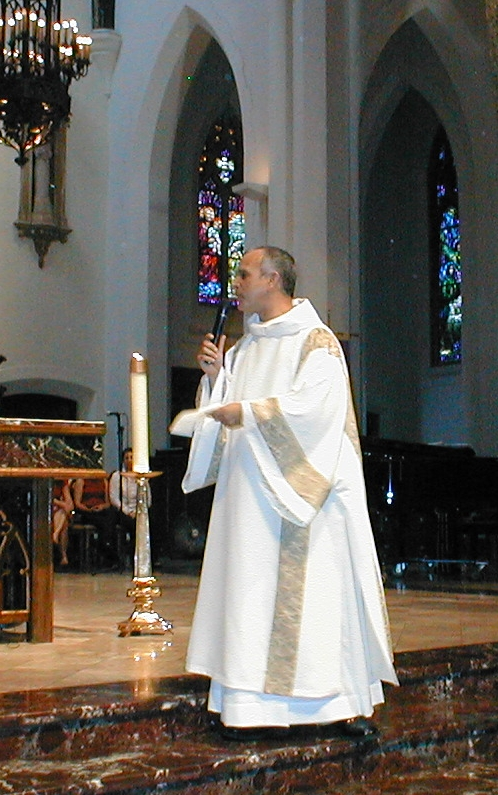
Diaca portant una dalmàtica.

Els diaques són ministres de l'Església ordenats que són col·laboradors dels bisbes al costat dels preveres, però que enfoquen el seu ministeri en el servei directe i en benefici dels pobres i necessitats, més que no pas el treball pastoral. Normalment estan adjunts a una parròquia, on tenen una funció litúrgica com a ministre ordinari de l'Evangeli i de les Pregàries dels Fidels. Poden predicar homilies, i al ritu romà poden presidir litúrgies no eucarístiques com batejos, casaments, funerals i adoracions/benediccions. A les Esglésies Catòliques Orientals, en absència del prevere, els diaques no es revesteixen i només poden realitzar serveis com a lector, i mai no poden presidir casaments o funerals.
La base bíblica i la descripció del paper i les qualificacions del diaca es poden trobar a Ac 6:1-9 i a 1Tm 3:1-13.
Poden ser seminaristes preparant-se per a l'ordenació al presbiterat, anomenats diaques transitoris; o poden ser diaques permanents, que no tenen intenció de ser ordenats com a preveres. Per ser ordenat diaca, els darrers han de tenir 25 anys si són solters o 35 si estan casats, a més de tenir el consentiment de la seva muller. Al ritu llatí els diaques casats són diaques permanents.
En rebre el diaconat, hom esdevé clergue i queda incardinat a una església particular o a una prelatura personal al servei de la qual va ser promogut. Prèviament, la norma de l'Església Llatina era que hom esdevenia clergue en rebre la tonsura clerical, que segui a la recepció dels ordes menors i del sotsdiaconat, que va passar a ser un dels ordes majors. Mitjançant el motu proprio Ministeria quaedam del 15 d'agost de 1972, Pau VI decretà que «els ordes abans anomenats menors a partir d'ara es parlarà com a "ministeris".» El mateix motu propio també decretava que l'Església Llatina no tindria més l'orde major del sotsdiaconat, però permetia que una conferència episcopal, si així ho volia, apliqués el terme sotsdiaca a aquells que tinguessin el ministeri d'acòlit. Fins i tot en aquelles societats de l'Església Catòlica que, amb l'aprovació de la Santa Seu, continuen administrant els ritus de la tonsura, els ordes menors i el sotsdiaconat, aquells que reben aquests ritus segueixen sent laics, esdevenint laics només en ser ordenats com a diaques.

## Laics
La majoria del poble de Déu són els laics, aquells cristians la vocació primària és portar el missatge de l'Evangeli a «tots els homes de totes les edats i d'arreu». L'origen del terme "laicitat" prové del grec "laos Theou", que significa "poble de Déu". Mentre que el paper dels laics està principalment enfocat extrínsicament fora de l'estructura de l'Església, tenen la responsabilitat de cooperar en el govern de l'Església de diverses maneres,
El ministeri laical es refereix a tot el treball que poden fer els laics, la vocació inicial dels quals no està a l'estructura eclesial de l'Església sinó que poden servir en un simple ministeri per fer créixer la vida de l'Església. Aquest poden ser com a catequistes, acòlits, lectors, inici d'apadrinaments, tenir cura de ministeris pastorals, així com a membres dels consells consultius parroquials i diocesans.
El lideratge consultiu de l'Església, tant en l'àmbit diocesà com parroquial comprèn el Consell Pastoral i el Consell Financer, així com diverses comissions normalment centrades en els aspectes principals de la vida de l'Església i la seva missió, com la formació de la fe o l'educació cristiana, la litúrgia, la justícia social, l'ecumenisme o l'administració.

## Religiosos
Els religiosos, que poden ser tant laics com clergues, són els membres dels ordes, societats en les quals els membres prenen vots públicament i viuen una vida fraternal en comú. És una forma de vida consagrada diferent de la d'altres, com la que pot ser la dels instituts seculars. També és diferent d'altres formes que no comporten ser membre d'un institut, com la dels ermitans consagrats, la de les verges consagrades i d'altres formes l'aprovació de les quals està reservada a la Santa Seu.
Aquesta forma de vida és reconeguda i supervisada per la Congregació pels Instituts de Vida Consagrada i les Societats de Vida Apostòlica (els consagrats de ritu oriental són també supervisats per la Congregació per a les Esglésies Orientals).
Entre els diferents tipus de persones consagrades i títols existents es destaquen:
Els instituts religiosos històricament han estat subdividits en les categories d'ordes i congregacions.
- Abat i Abadessa (a les Abadies)
- Prior (a les Abadies i als Priorats)
- Monjo i Monja (als Monestirs)
- Frare i Germana (als Convents)
- Ermità (als Eremitoris)

## Timbres eclesiàstics

Papa
Cardenal Camarlenc
Cardenal – Arquebisbe
Cardenal - Bisbe
Cardenal
Primat (no cardenal)
Arquebisbe
Bisbe
Protonotari apostòlic
Prelat
Capellà de Sa Santedat
Vicari General
Canonge
Prevere
Prevere militar
Diaca
Abat